# Ясненский муниципальный округ
Ясненский муниципальный округ — муниципальное образование Оренбургской области России.
Административный центр — город Ясный.
С точки зрения административно-территориального устройства расположен на территории Ясненского района и города Ясного.

## История
С 1 января 2006 до 1 января 2016 года в Абдулинском муниципальном районе выделялось 17 муниципальных образований, в том числе 1 городское (город Ясный) и 6 сельских поселений (сельсоветов).
С 1 января 2016 года в соответствии с Законом Оренбургской области № 3027/832-V-ОЗ от 06.03.2015 муниципальное образование Ясненский район и все входящие в него городское и сельские поселения преобразованы путём объединения в муниципальное образование Ясненский городской округ.

## Население
Муниципальный район и городской округ
| 2009    | 2010    | 2012    | 2013    | 2014    | 2015    | 2016    | 2017    | 2018    |
| ------- | ------- | ------- | ------- | ------- | ------- | ------- | ------- | ------- |
| 22 864  | ↘22 406 | ↘21 576 | ↘20 529 | ↘19 837 | ↘19 804 | ↗19 841 | ↘19 637 | ↘19 356 |
| 2019    | 2020    | 2021    |         |         |         |         |         |         |
| ↘18 876 | ↘18 663 | ↘18 237 |         |         |         |         |         |         |

### Урбанизация
В городских условиях (город Ясный) проживают 84.83 % населения городского округа.

## Населённые пункты
В состав городского округа входят 18 населённых пунктов, в том числе 1 город и 17 сельских населённых пунктов:
| №  | Населённый пункт | Тип     | Население |
| -- | ---------------- | ------- | --------- |
| 1  | Ясный            | город   | ↗15 471   |
| 2  | Акжарское        | село    | 542       |
| 3  | Аласай           | посёлок | 20        |
| 4  | Алимбай          | посёлок | 14        |
| 5  | Верхний Киембай  | село    | 76        |
| 6  | Веселовский      | посёлок | 499       |
| 7  | Еленовка         | село    | 788       |
| 8  | Каракульский     | посёлок | 138       |
| 9  | Керуембай        | село    | 170       |
| 10 | Комарово         | посёлок | 884       |
| 11 | Котансу          | село    | 144       |
| 12 | Кумак            | посёлок | ↘282      |
| 13 | Новосельский     | посёлок | 993       |
| 14 | Ореховка         | село    | 72        |
| 15 | Рассвет          | посёлок | 69        |
| 16 | Речной           | посёлок | 56        |
| 17 | Садовый          | посёлок | 81        |
| 18 | Тыкаша           | село    | 196       |